# Confessions of the Mind
Confessions of the Mind -En españolː Confesiones de la mente- es el décimo álbum de estudio de la banda británica The Hollies, lanzado en noviembre de 1970 por Parlophone. En los Estados Unidos se lanzó como Moving Fingers en diciembre, bajo el sello Epic, que alternó temas de la versión británica con las de su disco previo Hollies Sing Hollies, así mismo en Alemania se lanzó como Move On por Hansa, con el tema Gasolline Alley Bred.
La versión británica alcanzó el puesto 30 en los listado, mientras que la estadounidense sólo llegó al puesto 130.

## Contexto
Graham Nash abandonó la banda en 1968 y meses después lanzaría junto a David Crosby (ex Byrd) y Stephen Stills (ex Buffalo Springfield) el álbum Crosby, Stills and Nash, bajo una misma banda homónima. La partida de Nash dejó al grupo en problemas, mismos que fueron subsanados con la llegada de Terry Sylvester en 1969.

### Grabación
A pesar de la marcha de Graham Nash del grupo, el álbum contiene un tema acreditado al trío Clarke-Hicks-Nash. Las demás canciones fueron grabadas entre septiembre de 1969 y mayo de 1970, en los Abbey Road Studios, coincidiendo con la sobreproducción del álbum Let It Be de The Beatles por parte de Phil Spector, y la desintegración de la misma banda.